# Акуила-д’Арроша

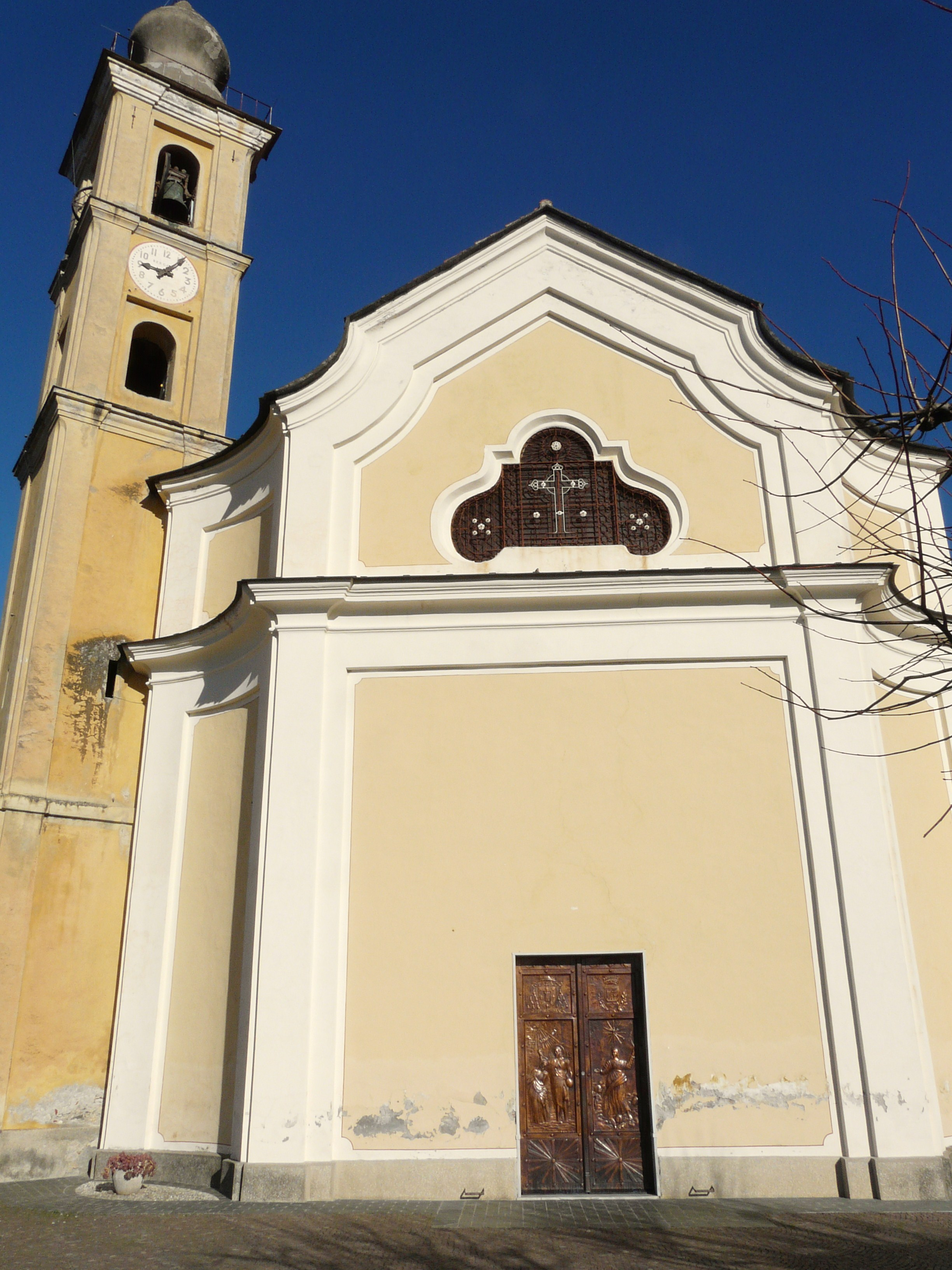
Приходская церковь святой Репараты

Акуила-д’Арроша (итал. Aquila d'Arroscia) — коммуна в Италии, располагается в регионе Лигурия, в провинции Империя.
Население составляет 186 человек (2008 г.), плотность населения составляет 19 чел./км². Занимает площадь 10 км². Почтовый индекс — 18028. Телефонный код — 0183.
Покровительницей коммуны почитается святая Репарата, празднование 8 октября.

## Демография
Динамика населения: